# Mosaïsme
 (août 2020).
Le mosaïsme est l'ensemble des religions se référant au message religieux de Moïse, qu'il a reçu, selon la Bible, de Dieu sur le mont Sinaï. Ces religions font aussi de Moïse le prophète le plus important, même s'il n'est pas le seul.
Au sens étroit, le mosaïsme se confond avec le judaïsme ; il est parfois utilisé comme synonyme, et sert de base à certains ethnonymes des Juifs.
D'autres groupes religieux se réfèrent cependant à la loi de Moïse dans leur message religieux, et peuvent donc être définis comme appartenant au champ du mosaïsme, pris dans un sens plus large :
- on peut citer le samaritanisme, qui est la religion des Samaritains. Ceux-ci se définissent comme descendants des anciens Israélites de l'époque de Moïse, mais non comme des Juifs.
- issus du karaïsme, un courant juif n'accordant foi qu'à la Bible hébraïque, certains de ses représentants résidant dans l'Empire russe (et uniquement eux), les Qaraylar, se sont également définis au XIXe siècle comme appartenant à une religion spécifique, exclusivement basée sur la Bible hébraïque et les enseignements de Moïse, séparée du judaïsme.
- les Hébreux noirs sont les membres d'un courant religieux nationaliste noir américain apparu à la fin du XIXe siècle, regroupant un certain nombre de cultes aux théologies quelque peu différentes. Ils rejettent le christianisme (certains l'acceptant partiellement), et se définissent comme descendant des anciens Hébreux. Leur livre de référence est essentiellement, voire exclusivement selon les groupes, l'Ancien Testament.

Enfin, au sens le plus large du terme, le christianisme peut aussi être considéré comme une religion entrant dans le champ du mosaïsme, même s'il s'en éloigne quelque peu par deux caractéristiques :
- l'ajout à la « loi de Moïse » du Nouveau Testament,
- la substitution de Moïse comme référent religieux suprême, par Jésus, qui apparaît comme le principal porteur du message divin, bien que Moïse demeure important.

Au sens étroit, le plus courant, le mosaïsme peut être considéré comme un sous-ensemble des religions abrahamiques. Au sens le plus large, il en est le synonyme.
Il est toutefois à noter que certaines croyances apparentées aux religions abrahamiques, comme le mandéisme, tiennent Moïse pour un « faux prophète », et sont donc exclues de cette définition.